# Ndjili (stadsdel)
Ndjili är en stadsdel (franska: commune) i Kinshasa. Antalet invånare är 442 138. Arean är 11,4 kvadratkilometer.